# ハブセンター・ステアリング

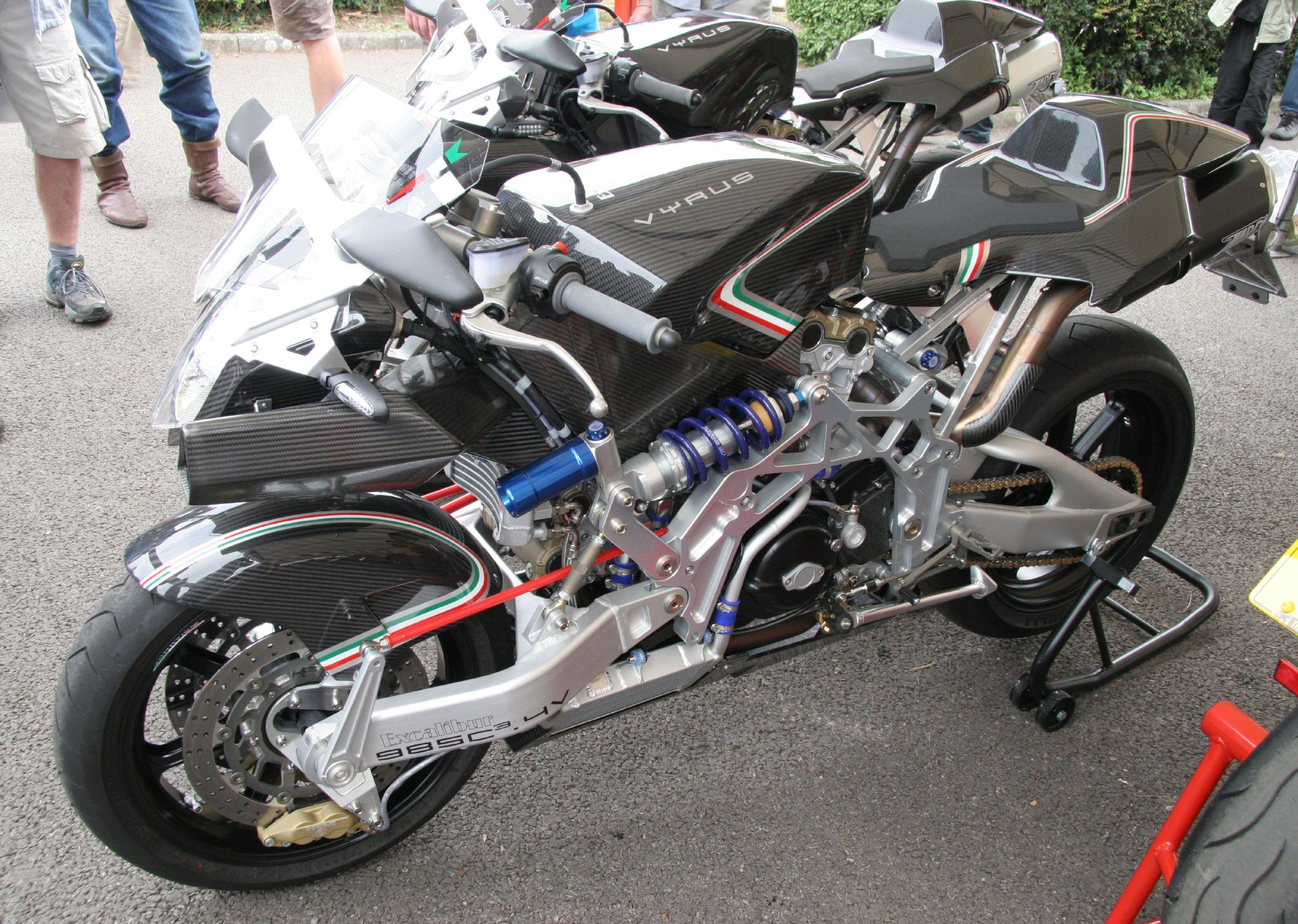
Vyrus 985 C3のハブセンター・ステアリング

ハブセンター・ステアリング（Hub Center Steering, HCS）とはオートバイのフロントサスペンションとステアリングの機構の一つで、スイングアーム式サスペンションに支持された前輪のハブに転向する構造を設けた機構である。センターハブ・ステアリング（Center Hub Steering）とも呼ばれる。

## 概要

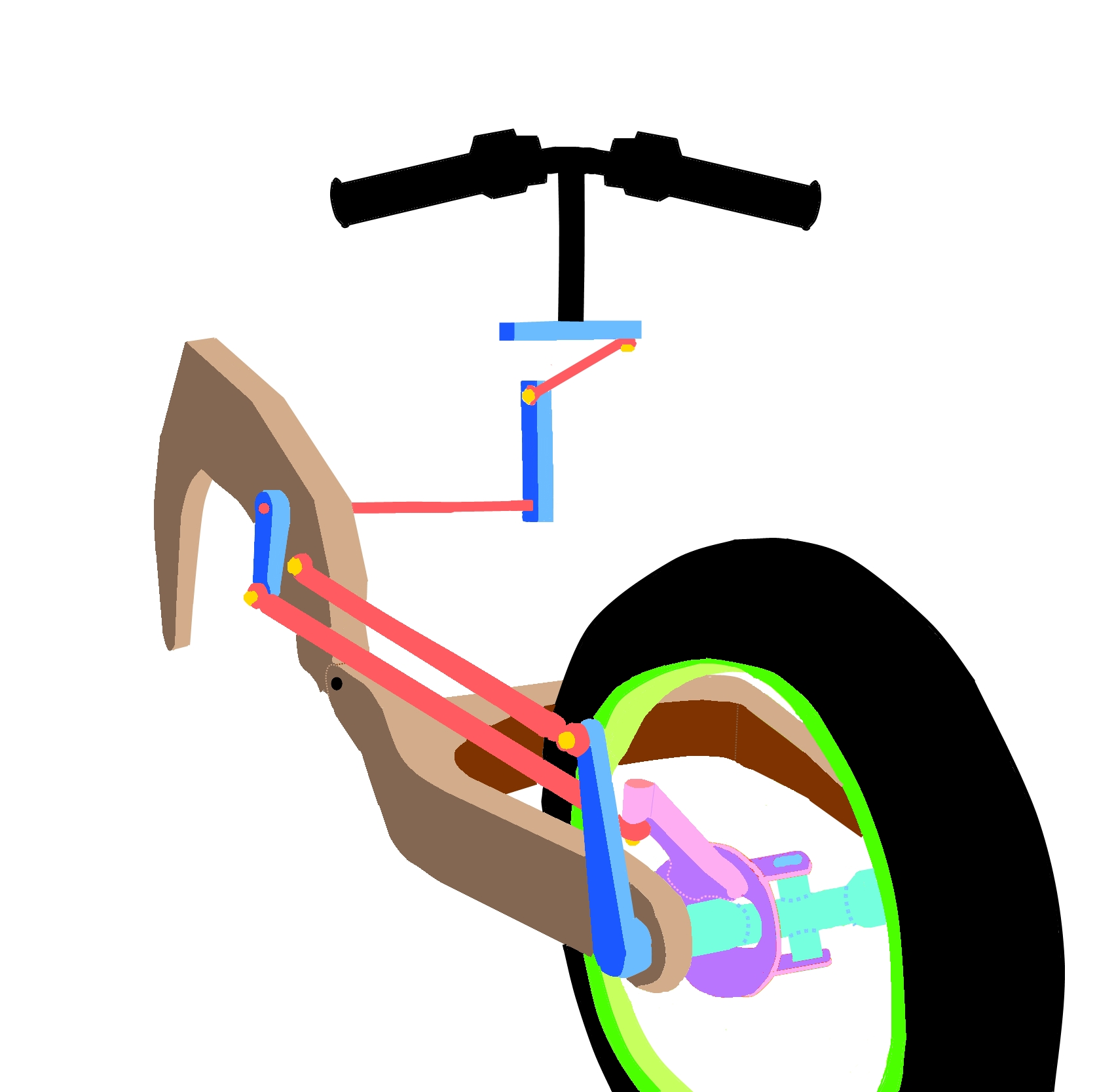
ビモータ・テージのハブセンター・ステアリング3Dモデル

ハブセンター・ステアリングは、フレームの前方に伸びるスイングアーム式サスペンションを基本構造とし、ステアリング機構は左右に軸を転向できる前輪のハブにリンク機構を介してステアリング操作を伝達する。
現在主流で、ほとんどのバイクが採用するテレスコピック式フロントフォークは、サスペンションとしての「衝撃吸収」機能と、ステアリングとしての「操舵」の機能を一体化したシステム。ハブセンターステアと比較するとシンプルかつ合理的な構造で、それゆえにメジャーな存在になったが、デメリットもある。
テレスコピックフォークはブレーキをかけた際にノーズダイブが起こり、地面に対する前輪のキャスター角やトレール量が変化してステアリング特性に大きな影響を与える。また剛性が足りなければしなってバネのように飛び跳ねたり、フリクションが増したりして動作も悪化する。それに対応して様々な箇所の剛性を上げたりスプリングの反力を強めたりすると、重量が増してハンドリングが悪化する。テレスコピック式の技術進化は、そこを材質の改良や工作精度を上げることで上手くバランスを取りながら、現在に至っている。
ハブセンター・ステア機構は、こうしたテレスコピックフォーク式の欠点を解決するために考案された機構のひとつであり、「衝撃吸収」と「操舵」を切り分けることに主眼を置いて開発された。アンチノーズダイブ効果や速度域によって変化量が少ない車体姿勢といった利点を生かし、高速域での安定性と旋回性の両立を図っている。
まずフォークに代えて後輪同様のスイングアーム式を採用し、減速Ｇなど大きな外力をロワーアームで支える構造として剛性を確保。一般的なバイクでは、メインフレームの前端でフロントフォークを支えるトリプルクランプを保持する形となっているステアリング軸を、前輪ホイールのハブ内部の中心に配置（これが"ハブセンター・ステア"の名の由来である）、リンク機構でハブとハンドルを繋いでいる。この構造により、ハードブレーキ時でも操舵に影響を及ぼさず、ディメンションも大きく変化することが無い。またノーズダイブが極めて少なく無用なピッチングを起こさないのに、ハードブレーキング時でも路面の凹凸にキチンと追従できる。さらに、バイクが傾きながら向きを変えて旋回する時のロール軸と呼ばれる中心軸が極めて低い位置にあり、常に高い安定性を保ちながら素早く向き変えを行えることができる。
しかし、ハブセンター・ステアリングには弱点もあり、前輪の転向角度がスイングアームの幅に制限されるため、他の形式に比べると市街地走行や方向転換などの小回りが効かない。ステアリング操作をリンク機構を通して伝達することから、直接フロントフォークを操作する機構に比べて、操作の剛性感がやや低く、加速時にリバウンド量が足りないと感じたり、長い下りの先の片勾配のついていないカーブで前輪の存在感を希薄に感じたりすることがある。そして、ビモータ以外のほとんどのバイクメーカーがハブセンター・ステアを採用していない最大の理由は、その構造の複雑さと特殊性による汎用性や整備性の低さ、特許による技術の利用制限により、総じてコストが高くなることである。
なお、バーチャル・ステアリングはハブセンター・ステアリングとは別物である。

## 歴史
ハブセンター・ステアリング自体の出現は非常に古く、1900年代初頭から存在する。ところが1930年代に登場したテレスコピック式フロントフォークが第二次大戦後に急速に進化したことによって、バイク市場から姿を消してしまった。
英バーミンガムに本拠を置いていたジェームスは、1910年には早くもハブセンター・ステアリングを取り入れていた。「世界で最も作られたハブセンター・ステアリング車」が登場したのは、1921年のこと。カール・ネラカーのNer-a-Carは、アメリカで1万台、英国でのライセンス生産で6,500台作られたと言われている。Ner-a-Carは、ハブセンター・ステアリングのほかにも、feet forwards motorcycleの低床フレーム、CVT的な摩擦式変速機など、様々な個性的なメカニズムを採用していた。
Ner-a-Car以降も、1930年代のフランスのマジェスティックなどのハブセンター・ステアリングの量産車は存在したが、業界の主流になることはなかった。1950年代までは世界各国のメーカーおよび発明家は様々なフロントエンド方式の研究に取り組むが、1960年代にはテレスコピックが性能や量産性において最も適しているという評価が定着し、その傾向が今日まで続いている。
1970年代半ば、イギリスのオートバイレースチーム「ミード&トムキンソン」は、Jack DifazioのDifazio Motorcyclesによるアフターマーケット・パーツでハブセンター・ステアリング車に改造したバイクでボルドール24時間耐久ロードレースに出場した。最初に製作したマシンは「ネッシーMk.I」と名付けられ、エンジンはラベルダ社製1000cc並列3気筒が用いられた。後にはカワサキ・Z1000のエンジンを搭載した「ネッシーMk.II」も製作された。「ネッシーMk.II」はエンジン下の燃料タンク、シリンダー上に取りまわされたエキゾーストなど、後のモト・エルフに通じるデザインが特徴となっている。彼らの取り組みは当時の欧州のオートバイ関係者に衝撃を与えた。そして、1970年代以降は市販車ではなく、主にロードレースの世界でハブセンター・ステアリングの可能性が追求されていくことになった。

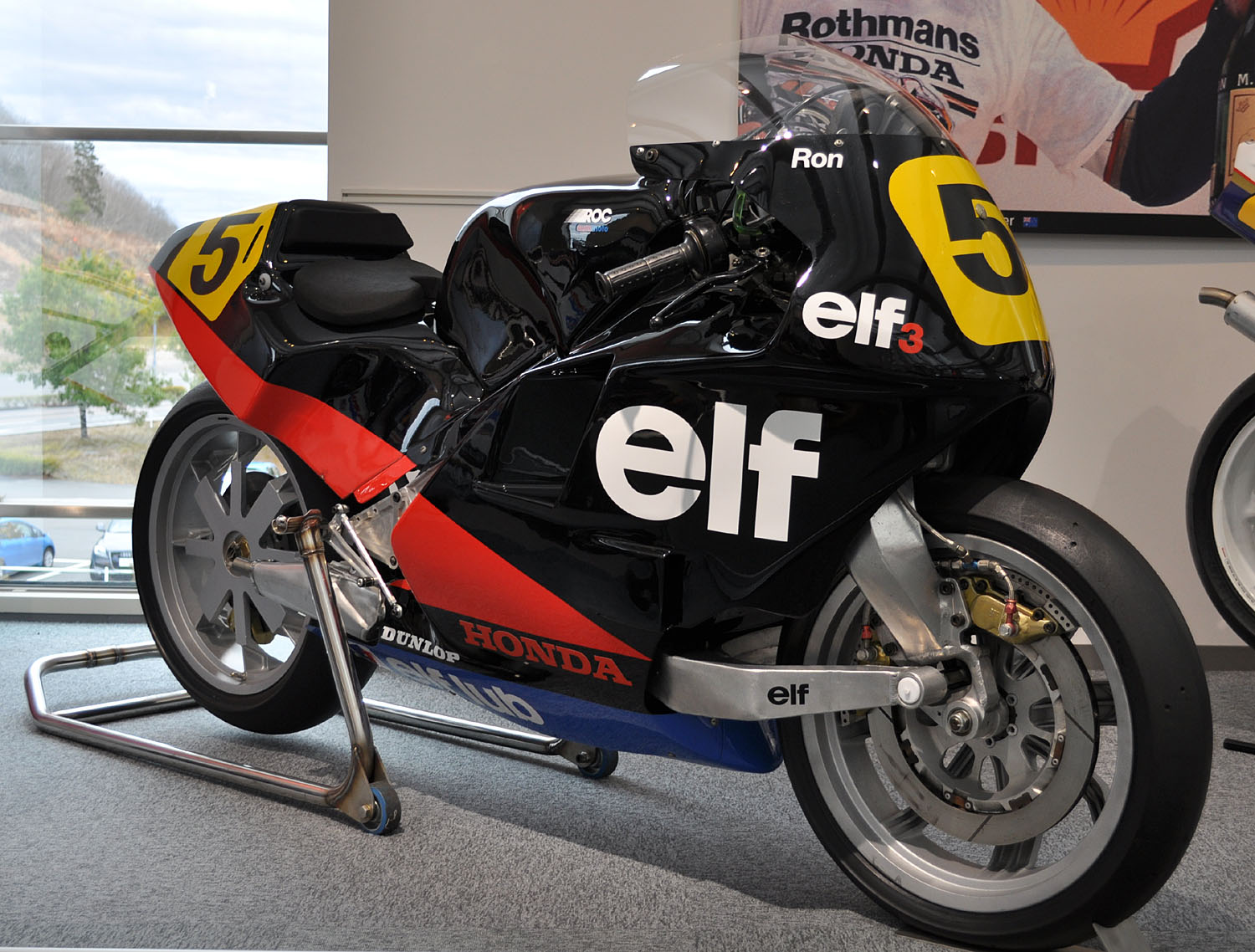
1986年にロン・ハスラムがライディングしたElf3

1978年、フランスのオイル・ブランドのエルフ・アキテーヌのバックアップを受けたモト・エルフのELF X（前後片持ち方式・ハブセンターステアリングを採用）がパリのモーターショーで公開された後、フランス選手権F750クラスに参戦。以後10年間、世界耐久選手権、世界ロードレースGPなどに参加を続けた。
1983年、イタリアのビモータがミラノショーにハブセンターステアリングを搭載したTESI（テージ）シリーズのプロトタイプを発表。そこから7年ほどロードレースに様々なシャーシのマシンを投入した後、1990年に初の公道用量産車となるTESI-1Dを市販開始。その後もTESI-2D、3D、H2とシリーズの発表を続けている。
商品化には至っていないものの、スズキは1980年代以降、幾度かハブセンター・ステアリングのコンセプトモデルを発表している。1985年にファルコラスティコ、1986年にヌーダ、2003年にはビッグスクーターの未来像を提案したモデルのGストライダーがモーターサイクルショーに出品された。
ヤマハ発動機が1993年に発売したヤマハ・GTS1000/Aは、前輪に片持ちスイングアーム式サスペンションを採用したテレスコピックではないモデルのために混同されがちだが、ハブセンター・ステアリングではない。そのステアリング機構はかつて4輪自動車に用いられていたボール・ナット式であり、自動車の前輪を90度回転させた構造となっている。
feet forwards motorcycle（フィートフォワード・モーターサイクル）と呼ばれる車両形態のオートバイでは、Royce Creaseyが積極的にハブセンター・ステアリングの車両を設計していた。

## 現在の採用車種
ハブセンター・ステアリング搭載車を初めて市販したビモータがビモータ TESI-3Dを製造、販売。倒産後、元ビモータの技師が設立したヴァイルスがVyrus 984C/985Cなどの少数の市販車両を販売していた。2019年、休眠状態にあったビモータがカワサキの支援により復活。ビモータ TESI-H2を製造販売している。
スクーターでは、イタルジェットがイタルジェット・ドラッグスターにハブセンター・ステアリングを採用。サイドカーではGG Duettoがハブセンター・ステアリングを採用。
また市販車ではないが、一部のカスタムビルダーやオートバイチューナーが改造のための独自のハブセンター・ステアリングキットを販売している。